# Philadelphia (colonna sonora)
La colonna sonora del film Philadelphia è stata pubblicata dalla Epic Records nel dicembre 1993, in concomitanza con l'uscita della pellicola nelle sale cinematografiche.
Il regista Jonathan Demme chiese personalmente al cantautore Bruce Springsteen di realizzare la canzone principale del film, Streets of Philadelphia, nel tentativo di sensibilizzare il maggior numero possibile di persone sul delicato tema dell'AIDS di cui tratta la pellicola. Il brano che chiude il film è invece Philadelphia eseguito da Neil Young. Per i loro lavori sia Springsteen che Young furono candidati al premio Oscar alla migliore canzone, tuttavia alla fine a trionfare fu Springsteen con Streets of Philadelphia.

## Tracce
1. Streets of Philadelphia – 3:56 – Bruce Springsteen
2. Lovetown – 5:29 – Peter Gabriel
3. It's in Your Eyes – 3:46 – Pauletta Washington
4. Ibo Lele (Dreams Come True) – 4:15 – RAM
5. Please Send Me Someone to Love – 3:44 – Sade
6. Have You Ever Seen the Rain? – 2:41 – Spin Doctors
7. I Don't Wanna Talk About It – 3:41 – Indigo Girls
8. La mamma morta (From the Opera Andrea Chénier) – 4:53 – Maria Callas
9. Philadelphia – 4:06 – Neil Young
10. Precedent – 4:03 – Howard Shore

## Classifiche
| Classifica (1994) | Posizione massima |
| ----------------- | ----------------- |
| Australia         | 4                 |
| Austria           | 1                 |
| Canada            | 4                 |
| Francia           | 2                 |
| Germania          | 3                 |
| Italia            | 2                 |
| Norvegia          | 16                |
| Nuova Zelanda     | 7                 |
| Paesi Bassi       | 12                |
| Svezia            | 36                |
| Svizzera          | 4                 |